# Fenfuraaveli

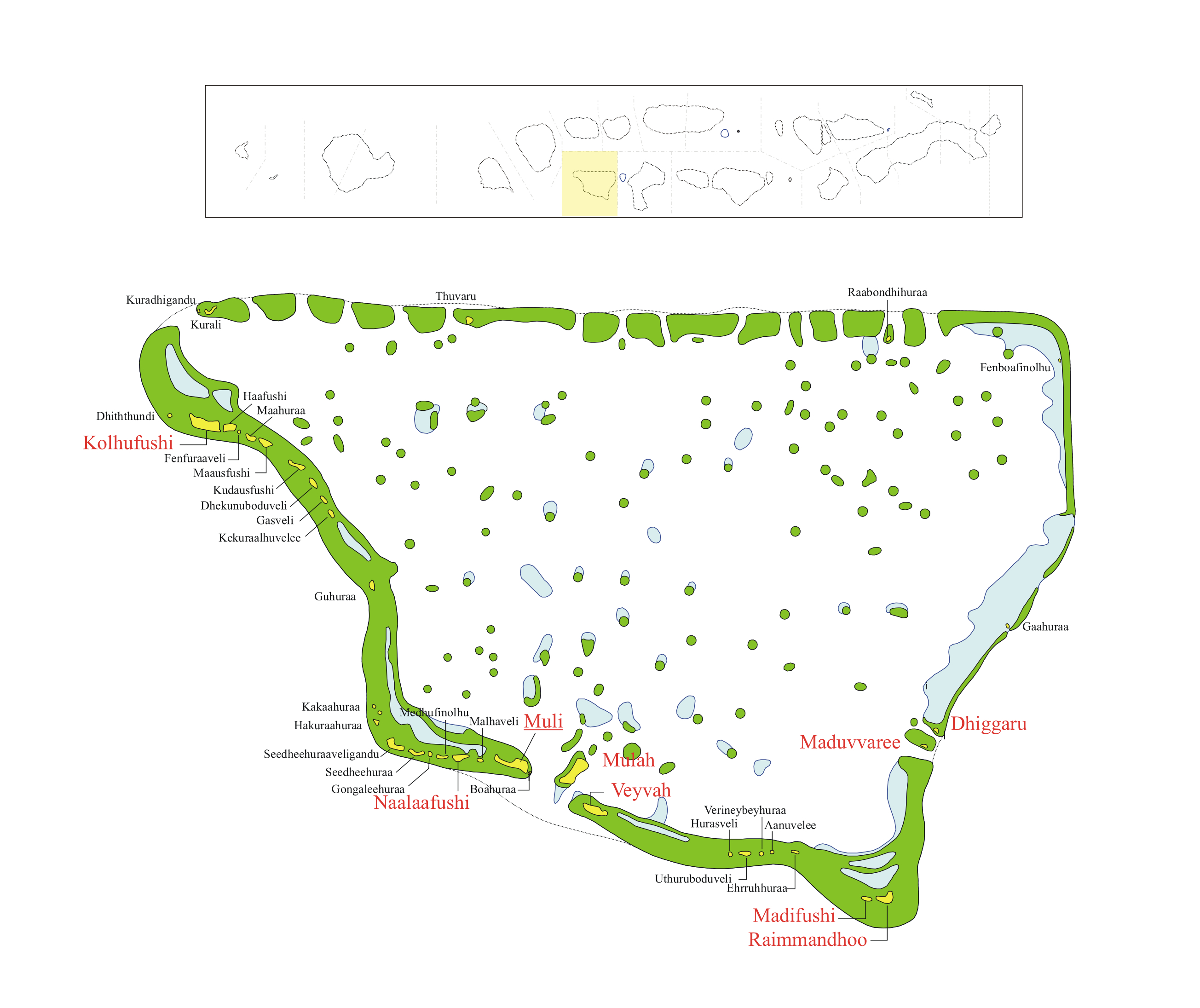
L'atoll de Mulaku

Fenfuraaveli est une petite île inhabitée des Maldives.

## Géographie
Fenfuraaveli est située dans le centre des Maldives, au Sud de l'atoll Mulaku, dans la subdivision de Meemu. 